# Tupenurme
Koordinaten: 58° 39′ N, 23° 13′ O
Tupenurme ist ein Dorf (estnisch küla) auf der drittgrößten estnischen Insel Muhu. Es gehört zur gleichnamigen Landgemeinde (Muhu vald) im Kreis Saare (Saare maakond).

## Beschreibung
Der Ort hat 18 Einwohner (Stand 31. Dezember 2011). Er liegt an der Nordost-Küste der Insel Muhu, direkt an der Ostsee.
Die Gegend bei Tupenurme ist mit ihrem charakteristischen Klint Teil eines zehn Hektar großen Schutzgebiets.